# Austroglanis gilli
Austroglanis gilli е вид лъчеперка от семейство Austroglanididae. Видът е уязвим и сериозно застрашен от изчезване.

## Разпространение
Разпространен е в Южна Африка (Западен Кейп).

## Описание
На дължина достигат до 12,7 cm.
Популацията на вида е намаляваща.